# Grigori Kouchelev-Bezborodko

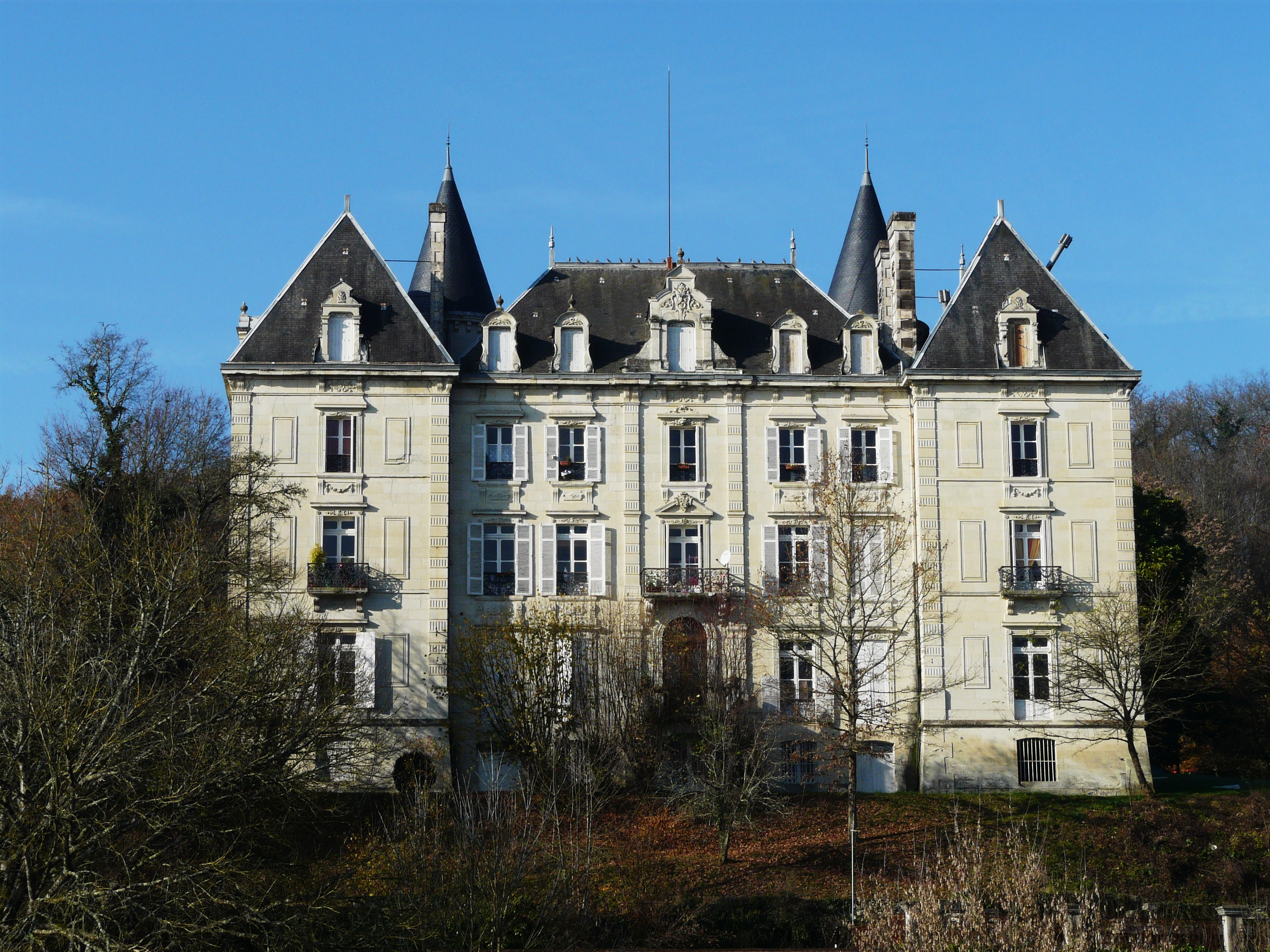
Château de Koucheleff-Bezborodko à Annesse-et-Beaulieu

Le comte Grigori Kouchelev-Bezborodko (en russe : Григо́рий Алекса́ндрович Кушелев-Безборо́дко) né le 1er février 1832 (20 janvier en calendrier julien), à Saint-Pétersbourg — mort le 13 mai 1870 (1er mai en calendrier julien) à Saint-Pétersbourg est un écrivain russe, éditeur, mécène de la famille des Kouchelev.

## Biographie
Il est le fils du conseiller d'État Alexandre Kouchelev-Bezborodko, héritier de la grande fortune des comtes Kouchelev. Il termine ses études au Lycée impérial Alexandre en 1850. Il est ensuite employé à la chancellerie du Conseil des ministres. Après la mort de son père en 1855, il devient curateur du lycée juridique Néjinski (créé par son père grâce à la fortune de son arrière-grand-père Ilia Bezborodko), et également d'un orphelinat et d'un hospice pour femmes à Pétersbourg. 
Au début des années 1850, il publie des textes en prose dans un périodique. En 1856, il acquiert les droits d'édition de la revue «Rousskoe slovo». Celle-ci débute ses publications en 1859. Grigori Kouchelev-Bezborodko prend en charge la responsabilité de rédacteur aidé par les collaborations d' Apollon Grigoriev et d'Iakov Polonski. En 1860, Grigori Kouchelev-Bezborodko abandonne la direction de cette revue (tâche dans laquelle il a fait preuve de beaucoup d'incompétence) et sa fonction est confiée à Grigori Blagosvetlov, à qui Kouchelev fit don de la revue et de l'atelier de typographie en 1862.
Son mariage avec la sœur de Nikolaï Krol l'exclut des cercles aristocratiques et il se lie aux milieux littéraires. Il organise des banquets hebdomadaires où se rencontrent de nombreux écrivains de Saint-Pétersbourg. En 1858, il invite Alexandre Dumas à venir visiter le Russie. Il invite l'écrivain français dans sa maison de campagne de Poliouostrova , sur la Neva, à proximité du centre de Saint-Pétersbourg. Grâce aux moyens financiers de Kouchelev-Bezborodko les poésies de l'écrivain Apollon Maïkov sont publiées en 1858, les premiers recueils des œuvres d'Alexandre Ostrovski en 1859, les œuvres de Lev Meï en trois tomes en 1862—1863 et d'autres ouvrages encore.
En 1861, il rend visite à Londres, à Alexandre Herzen. Et au début de l'année 1863, il apporte une contribution financière importante à un fonds commun, créé en 1862, pour aider les jeunes émigrants nécessiteux.

## Activité littéraire
Au début des années 1850, il publie des essais, des récits, dans les revues « Annales de la Patrie», «Panthéon», «Molva», et notamment « Essais et récits de Gritsko Grigorenko (Saint-Pétersbourg 1857). En 1859—1861, il publie dans la revue « Rousskoe slovo » des récits de voyages, des articles, le récit « Caprice d'un jeune homme riche ». En 1868 il publie « Les récits d'un voisin » et « Là on siffle et ici on pleure » dans la revue «Vetchernie telegraf» et publie l'ensemble de ses œuvres sous le titre « Essais, récits et notes de voyages ».